# Glay (Doubs)
Glay ist eine französische Gemeinde mit 340 Einwohnern (Stand: 1. Januar 2022) im Département Doubs in der Region Bourgogne-Franche-Comté.

## Geographie
Glay liegt auf 398 m, etwa 14 Kilometer südöstlich der Stadt Montbéliard (Luftlinie). Das Dorf erstreckt sich im nördlichen Jura, am Zusammenfluss der Bäche Creuse und Doue zum Gland in einem Tal, das in die Hochflächen des Tafeljuras eingeschnitten ist, nahe der Grenze zur Schweiz.
Die Fläche des 6,49 km² großen Gemeindegebiets umfasst einen Abschnitt des nördlichen französischen Juras. Der zentrale Teil des Gebietes wird vom Taleinschnitt des Gland eingenommen, dessen Sohle eine Breite von ungefähr 300 Meter aufweist. Der Gland entsteht mit dem Zusammenfluss der Creuse (von Südwesten) und der Doue (von Osten) und entwässert das Gebiet nach Norden zum Doubs. In der Talsohle wurden mehrere Fischweiher angelegt. Diese Haupttäler wie auch die Combe de Vau und weitere kurze Seitentäler sind mindestens 100 m tief in die umgebenden Hochplateaus eingeschnitten, wobei die Steilhänge überwiegend mit Wald bestanden sind. 
Die umliegenden Tafeljurahochflächen werden von Sequan- und Kimmeridgekalken gebildet und zeigen teils Wald, teils Acker- und Wiesland. Nach Westen reicht der Gemeindeboden auf die Höhen von Pièces Montant (519 m) und Bois de Châtel (bis 552 m). Im Süden liegt die Abgrenzung auf der Hochfläche des Mont Beulchy (545 m). Im Osten umfasst das Gemeindeareal den südlichsten Teil der Hochfläche von Abbévillers, die durchschnittlich auf 540 m liegt, und das Talsystem der Doue, die mit einer Karstquelle entspringt. Mit 566 m wird auf der Flur Pré du Prince am Rand der Hochfläche von Fahy die höchste Erhebung von Glay erreicht.
Zu Glay gehören neben dem eigentlichen Ort auch die Siedlungen Montaillevey (495 m) am Hang südlich des Tals der Doue sowie mehrere Gehöfte und Einzelhöfe. Nachbargemeinden von Glay sind Dannemarie im Süden, Blamont und Roches-lès-Blamont im Westen, Meslières im Norden, Abbévillers im Nordosten sowie die schweizerische Gemeinde Grandfontaine im Osten.

## Geschichte
Die erste urkundliche Erwähnung von Glay erfolgte im 12. Jahrhundert. Seit dem Mittelalter gehörte das Dorf zur Herrschaft Blamont. Schon im 12. Jahrhundert wurde die erste Kirche erwähnt. Sie unterstand dem ius collationis des Priorats Lanthenans.
Nachdem das Dorf 1506 unter die Oberhoheit der Grafen von Montbéliard gekommen war, wurde 1540 die lutherische Reformation eingeführt. Mit dem Augsburger Interim unterstellte Kaiser Karl V. 1549 die Kirche einem katholischen Kuraten. Ab 1552 wieder lutherisch, verheerten im Zuge des Achten Hugenottenkriegs 1587 die Guisen Glay und die Herrschaft Blamont. Als Teil der Herrschaft Blamont, die eine der vier Herrschaften des Fürstentums Württemberg-Mömpelgard (Montbéliard) bildete und 1699 von Frankreich annektiert wurde, kam Glay unter französische Herrschaft. Die französische Regierung enteignete 1699 die lutherische Kirche und besetzte sie mit einem katholischen Kuraten. Als Teil der Herrschaft Blamont gelangte Glay 1748 auch völkerrechtlich durch Vertrag an Frankreich. 
Die lutherische Dorfbevölkerung blieb ihres Gotteshauses ledig, bis ihr nach Anerkennung des lutherischen Bekenntnisses schließlich die inzwischen erneuerte Kirche 1792 restituiert wurde. Als durch Zuzug die Zahl der Katholiken angestiegen war, ordnete die Regierung 1804 an, dass die Lutheraner den Chor ihrer Kirche für katholische Messen freigeben, während ihnen selbst das Schiff blieb. Schließlich bauten die Lutheraner sich 1867 bis 1869 nach den Plänen Jean Frédéric Fallots eine neue Kirche. So beendeten sie nach 65 Jahren das Simultaneum und überließen den Katholiken die alte Kirche.
Bereits 1385 ist die erste Mühle an der Doue erwähnt. Schon früh siedelte sich entlang der beiden Bäche Gewerbe an, das von der Wasserkraft abhängig war. In Glay waren Papiermühlen, Ölmühlen, Gerbereien und eine Edelsteinschleiferei vertreten. Gegen Ende des 19. Jahrhunderts erlebte Glay eine rasche Industrialisierung, wobei insbesondere Fabriken im Bereich der Fahrrad-, Motorrad- und Autoherstellung die traditionellen Wirtschaftszweige ergänzten. Heute gehört das Dorf zum Gemeindeverband Pays de Montbéliard Agglomération.

## Sehenswürdigkeiten

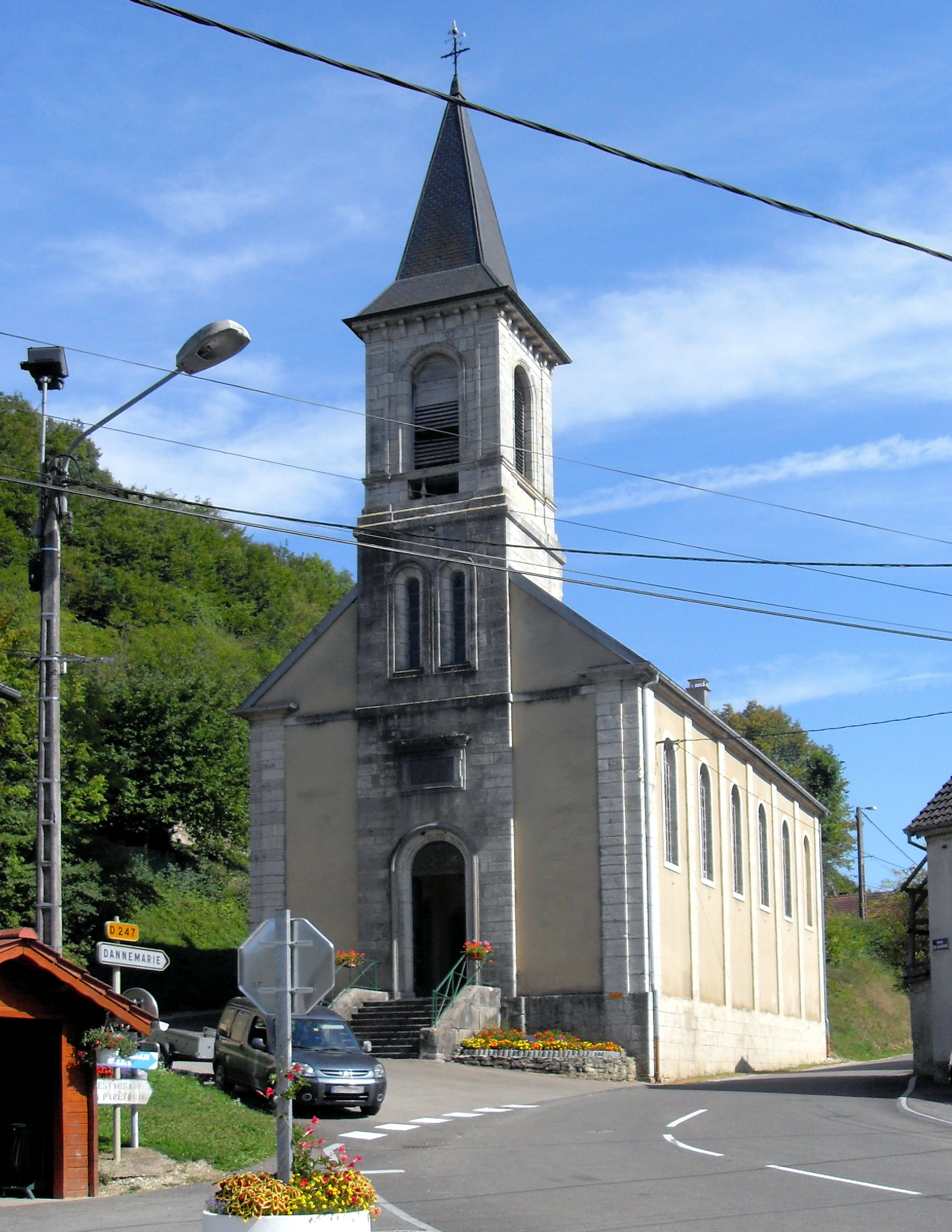
Lutherische Kirche

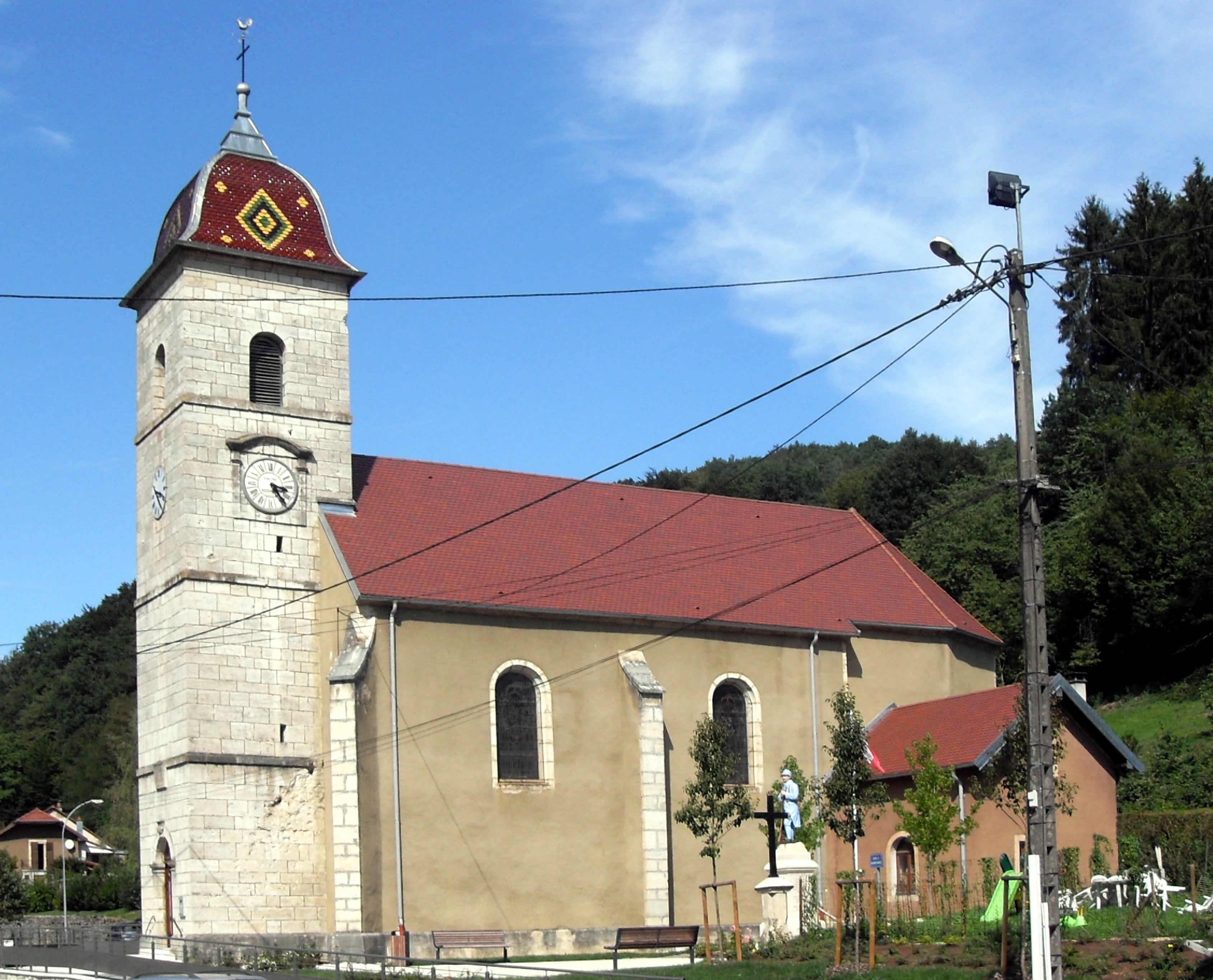
Kirche St. Peter und Paul

In Glay gibt es eine lutherische (Église luthérienne) und eine katholische Kirche (St. Peter und Paul). Letztere wurde 1764 neu erbaut und gehörte 1792 bis 1869 der lutherischen Gemeinde. Die heutige lutherische Kirche entstand 1867 bis 1869 und ist ein Werk des Architekten Jean Frédéric Fallot. Ferner gibt es in Glay mehrere Brunnen aus dem 19. Jahrhundert und eine Mühle mit Wasserrad.

## Bevölkerung
| Jahr                       | 1962 | 1968 | 1975 | 1982 | 1990 | 1999 | 2004 | 2016 | 2020 |
| Einwohner                  | 310  | 314  | 325  | 268  | 307  | 314  | 306  | 341  | 340  |
| Quellen: Cassini und INSEE |      |      |      |      |      |      |      |      |      |

Mit 340 Einwohnern (Stand 1. Januar 2022) gehört Glay zu den kleinen Gemeinden des Départements Doubs. Bereits im Jahr 1901 erreichte Glay mit 646 Einwohnern den bisherigen Höchststand. Danach wurde ein rascher Bevölkerungsrückgang verzeichnet. Seit 1946 bewegt sich die Einwohnerzahl stets im Bereich zwischen 265 und 360 Personen.

## Wirtschaft und Infrastruktur
Schon Mitte des 19. Jahrhunderts entwickelte sich Glay zu einer industriell geprägten Gemeinde. Heute sind ein Unternehmen, das Zubehörteile für den Schiffbau herstellt, ein Betrieb der Metallverarbeitung sowie Betriebe des lokalen Kleingewerbes im Dorf ansässig. Ferner hat die Fischzucht eine gewisse Bedeutung. Mittlerweile hat sich das Dorf auch zu einer Wohngemeinde gewandelt. Viele Erwerbstätige sind deshalb Wegpendler, die in der Agglomeration Montbéliard ihrer Arbeit nachgehen.
Die Ortschaft liegt abseits der größeren Durchgangsstraßen an einer Departementsstraße, die von Hérimoncourt nach Blamont führt. Der nächste Anschluss an die Autobahn A36 befindet sich in einer Entfernung von ungefähr 14 Kilometern. Eine weitere Straßenverbindung besteht mit Dannemarie.